# حسن آیت

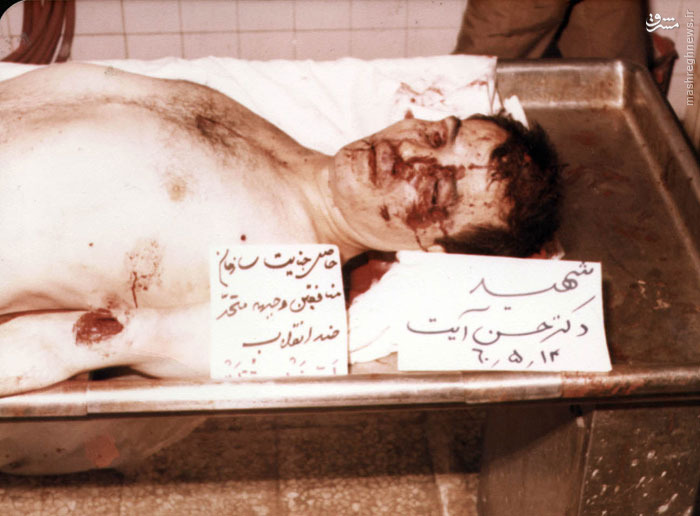
پیکر سید حسن آیت در پزشکی قانونی، ساعتی پس از ترور

سید حسن آیت (۳ تیر ۱۳۱۷ – ۱۴ مرداد ۱۳۶۰) عضو حزب زحمت‌کشان ملت ایران، عضو شورای مرکزی حزب جمهوری اسلامی، از نمایندگان استان اصفهان و عضو هیئت رئیسهٔ مجلس خبرگان قانون اساسی و نمایندهٔ تهران در دورهٔ اول مجلس شورای اسلامی بود. او نقش مهمی در تدوین اصول قانون اساسی و الحاق اصل ولایت فقیه به آن داشت. آیت که به گفته‌ای طراح سقوط ابوالحسن بنی‌صدر (نخستین رئیس‌جمهوری اسلامی ایران) بود، در مرکز تهران توسط گروه نامعلومی ترور شد. یرواند آبراهامیان، سازمان مجاهدین خلق را مسئول ترور وی اعلام می‌داند.

## تولد و تحصیلات
سیدحسن آیت در ۳ تیر ۱۳۱۷ در نجف‌آباد اصفهان زاده شد. او در خانواده‌ای مذهبی پرورش یافت و پس از گذراندن دوران دبستان و دبیرستان در شهر نجف‌آباد، تحصیلات عالیهٔ خود را در رشته‌های دبیری ادبیات، علوم اجتماعی، حقوق و جامعه‌شناسی در دانشسرای عالی (که بعدها دانشگاه تربیت معلم شد) و دانشگاه تهران به پایان رساند. همزمان با تحصیل در دانشگاه، دروس حوزوی را نیز آموخت و به زبان‌های عربی، انگلیسی و فرانسوی نیز تسلط پیدا کرد. تحصیلات متنوع آیت باعث شد که برای مدت زیادی در زمرهٔ دانشجویان، با محافل روشن‌فکری دانشگاه ارتباط مستقیم داشته باشد. از جمله اینکه وی در دوره کارشناسی ارشد رشتهٔ جامعه‌شناسی با ابوالحسن بنی‌صدر همکلاس بود. همچنین وی دوره روزنامه‌نگاری خود را در مؤسسه اطلاعات پشت سر گذاشت.

## مدرک دکترای آیت
همسر آیت در مصاحبه‌ای گفت:
خودش می‌گفت دکترا ادبیات را خوانده‌ام. تزم را هم داده‌ام۰ همیشه این را می‌گفت و من همیشه می‌گفتم: که چرا تو مدرک خودت را نگرفتی؟ می‌گفت: مدرک من با مشکلی مواجه شد در دانشکده ادبیات که مدرکم را به من ندادند. ولی دکترا را به گفتهٔ خودش تمام واحدهایش را گذرانده بود و تزش را هم به صورت چک‌نویس داده بود به استاد. چون اصلاً رسم نداشت چیزی را پاکنویس کند در هر دانشکده که او تز می‌داده همیشه با چک‌نویس می‌داده به استاد؛ یعنی دستنویس می‌کرده و می‌داده. این که بخواهد دوباره پاکنویس کند این‌طور نبود. هیچ وقت هم یک نسخه‌ای برای خودش متأسفانه نداشته که نگه دارد برای خودش که الان حداقل بشود استفاده کرد با این که خیلی زحمت می‌کشید.

## فعالیت سیاسی
حسن آیت در اواخر سال ۱۳۳۹ به عضویت حزب زحمت‌کشان ملت ایران درآمد. بنیان‌گذار این حزب مظفر بقائی از رجال سیاسی تاریخ معاصر ایران بود. در سال ۱۳۴۲ حسن آیت در نامه ۹۴ صفحه‌ای به مظفر بقایی که هم‌اکنون در کتابخانه مجلس شورای اسلامی نگهداری می‌شود آورده است:
موقعی که من به حزب آمدم موقعی بود که جنابعالی در زندان بودید و دادستان ارتش برایتان تقاضای اعدام کرده بود. سر و صدای جبهه جدید ملی ایران را پر کرده بود و جراید تقریباً بالاتفاق در تمجید و تحسین و تعظیم جبهه ملی می‌کوشیدند و گویا در این مورد با یکدیگر مسابقه گذارده بودند. عده زیادی به این جبهه پیوسته بودند. گروهی از روی ایمان، گروهی از روی ترس و گروهی از روی طمع. در چنین موقعیتی بر خود فرض دانستم که رسماً افتخار عضویت حزب زحمتکشان ملت ایران را با وجود تمام مشکلاتی که در زندگی خصوصی من وجود داشت بیابم. با وجودی که تا آنجا که مقدور بوده است از نقاط قوت و ضعف جنابعالی با اطلاع بودم. 
او در این نامه یادآور می‌شود که از رای اعتماد دکتر بقایی به کابینه‌های قوام، حکیمی و ساعد در دوره پانزدهم مجلس شورای ملی مطلع بوده است.

## نقش آیت در تدوین قانون اساسی
اندکی پیش از پیروزی انقلاب ۱۳۵۷، حسن حبیبی از اعضای نهضت آزادی ایران به در خواست خمینی طرح اولیه یا پیش‌نویس قانون اساسی جمهوری اسلامی را تهیه کرد. پیش‌نویس قانون اساسی که فاقد اصل ولایت فقیه بود پس از تهیه مورد تأیید خمینی و بعد از آن شورای انقلاب اسلامی قرار گرفت. ولی با توجه به آنچه در حکم نخست‌وزیری مهدی بازرگان آمده بود دولت موقت و نیروهای متمایل به آن طرفدار تشکیل مجلس مؤسسان برای اصلاح پیش‌نویس قانون اساسی بودند که به پیشنهاد طالقانی و تأیید خمینی، مجلس خبرگان تدوین قانون اساسی تشکیل شد. مجلسی که حسن آیت با عضویت در هیئت رئیسه آن، نقش کلیدی در ارائه و الحاق اصل ولایت فقیه به قانون اساسی ایران ایفا نمود.

## درج ولایت فقیه در اولین قانون اساسی

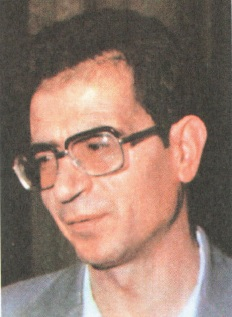
حسن آیت

گرچه اعضای مجلس خبرگان اطلاعات دقیقی از مذاکرات پشت پرده به‌دست نداده‌اند اما بنا به متن رسمی مذاکرات (که در سال ۱۳۶۳ انتشار یافت) نخستین بار در جلسه سوم مجلس خبرگان محمد کیاوش نمایندهٔ خوزستان و پس از او عبدالرحمن حیدری ایلامی نماینده ایلام و سپس حسن آیت به طرح موضوع درج ولایت فقیه در قانون اساسی پرداختند. او در خرداد ۱۳۵۹ در نوار آیت مدعی شد، علت قراردادن اصل ولایت فقیه این بود که رئیس‌جمهوری (بنی صدر) اختیاری نداشته باشد: «رئیس‌جمهور فقط می‌تواند مدال بدهد و مدال بگیرد و سفرا را به حضور بپذیرد والسلام. هیچ اختیاری ندارد… یک نخست‌وزیر می‌خواست تعیین کند نتوانست…»

## نوار آیت
در ۲۸ خرداد ۱۳۵۹ انتشار متن اظهارات حسن آیت، نماینده مجلس و دبیر سیاسی حزب جمهوری اسلامی علیه ابوالحسن بنی‌صدر، رئیس‌جمهوری وقت در روزنامه انقلاب اسلامی جنجال‌برانگیز شد. این متن نسخه پیاده شده دو نوار مربوط به سخنرانی آیت در یک جمع خصوصی بود که در آن از برنامه‌ای علیه بنی‌صدر خبر می‌داد و روزنامه انقلاب اسلامی آن را با عنوان سند توطئه آیت علیه دولت منتشر کرده بود. آیت در این سخنان گفته بود: «برنامه‌ای برای بنی‌صدر داریم که بابای بنی‌صدر هم نمی‌تواند مقاومت کند.»

## ترور
حسن آیت در ۸ صبح ۱۴ مرداد ۱۳۶۰ در مقابل خانه خود در مرکز تهران، توسط گروه نامعلومی (که عده‌ای می‌گویند سازمان مجاهدین خلق ایران بوده) با شلیک ۶۰ گلوله کشته شد.

## مستند اسرار آیت
در مستند اسرار آیت، صحنه ترور آیت بازسازی شده و همچنین از افراد و طیف‌های مختلف فکری آن زمان از جمله علی‌محمد بشارتی از اعضای گروه قنات، جواد منصوری و عباس لطفیان سرگزی از اعضای حزب جمهوری اسلامی، ابراهیم اسرافیلیان از نمایندگان دوره دوم مجلس شورای اسلامی و از دوستان مبارزاتی آیت، اسدالله بادامچیان از اعضای حزب موتلفه، سید احمد کاشانی از نمایندگان دوره اول و دوم مجلس شورای اسلامی، و همچنین هاشم صباغیان از اعضای نهضت آزادی و … مصاحبه‌های مفصلی صورت گرفته است.

## آثار
- چهره حقیقی مصدق‌السلطنه، تهران، دفتر انتشارات اسلامی
- درس‌هایی از تاریخ سیاسی ایران، تهران، انتشارات و تبلیغات دفتر حزب جمهوری اسلامی